# Lethe yoga
Lethe yoga är en fjärilsart som beskrevs av Hans Fruhstorfer 1911. Lethe yoga ingår i släktet Lethe och familjen praktfjärilar. Inga underarter finns listade i Catalogue of Life.